# Lista de representantes da Hungria ao Oscar de melhor filme internacional

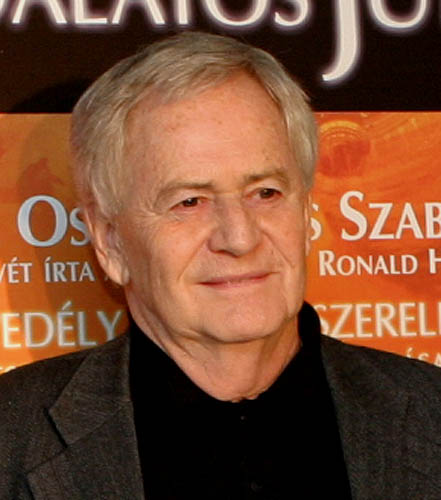
István Szabó dirigiu o primeiro filme húngaro a vencer o prêmio, Mephisto (1981).

A Hungria tem enviado filmes ao Oscar de melhor filme internacional por todos os anos desde 1965, uma sequência inferior apenas à da França, que envia filmes à Academia desde 1956 e não falhou um ano sequer.
A premiação é entregue anualmente pela Academia de Artes e Ciências Cinematográficas dos Estados Unidos a um longa-metragem produzido fora dos Estados Unidos que contenha diálogo majoritariamente em qualquer idioma, menos em inglês. As inscrições da Hungria são selecionadas anualmente por um Comitê de Seleção de estimados profissionais do cinema húngaro.
A Hungria foi indicada dez vezes, com Mephisto de István Szabó sendo o primeiro a vencer em 1981, seguido por Saul fia em 2015. Os filmes de István Szabó foram selecionados para representar a Hungria por sete vezes entre 1967 e 1992, mais do que qualquer outro diretor húngaro. Quatro destes foram indicados, incluindo uma vitória. Os filmes de Zoltán Fábri foram selecionados quatro vezes entre 1965 e 1978 com duas indicações.

## Filmes
A Academia de Artes e Ciências Cinematográficas convida as indústrias cinematográficas de vários países a enviar seus melhores filmes para o Oscar de Melhor Filme Internacional desde 1956. O Comitê de Filmes Internacionais dirige o processo e revê todos os filmes enviados. Depois disso, eles votam via voto secreto para determinar os cinco indicados para o prêmio. Antes da premiação ser criada, o Conselho de Governadores da Academia votava em um filme todo ano que era considerado o melhor filme de língua estrangeira lançado nos Estados Unidos e não havia enviados.
Quase todos os filmes são principalmente em húngaro, embora três dos filmes de Istvan Szabó (Oberst Redl, Hanussen e Mephisto), todos estrelados pelo ator austríaco Klaus Maria Brandauer, são majoritariamente em alemão.
| Ano (Cerimônia) | Título original                                     | Título em português                                    | Diretor(a)                    | Resultado    |
| --------------- | --------------------------------------------------- | ------------------------------------------------------ | ----------------------------- | ------------ |
| 1965 (38ª)      | Húsz óra                                            |                                                        | Zoltán Fábri                  | Não indicado |
| 1966 (39ª)      | Szegénylegények                                     | Os Sem-Esperança                                       | Miklós Jancsó                 | Não indicado |
| 1967 (40ª)      | Apa                                                 | Pai                                                    | István Szabó                  | Não indicado |
| 1968 (41ª)      | A Pál utcai fiúk                                    | Esta Rua É Nossa                                       | Zoltán Fábri                  | Indicado     |
| 1969 (42ª)      | Feldobott kő                                        |                                                        | Sándor Sára                   | Não indicado |
| 1970 (43ª)      | Szerelmesfilm                                       |                                                        | István Szabó                  | Não indicado |
| 1971 (44ª)      | Szerelem                                            | O Amor                                                 | Károly Makk                   | Não indicado |
| 1972 (45ª)      | Jelenidő                                            |                                                        | Péter Bacsó                   | Não indicado |
| 1973 (46ª)      | Fotográfia                                          |                                                        | Pál Zolnay                    | Não indicado |
| 1974 (47ª)      | Macskajáték                                         |                                                        | Károly Makk                   | Indicado     |
| 1975 (48ª)      | Örökbefogadás                                       | Adoção                                                 | Márta Mészáros                | Não indicado |
| 1976 (49ª)      | Az ötödik pecsét                                    | O Quinto Selo                                          | Zoltán Fábri                  | Não indicado |
| 1977 (50ª)      | Herkulesfürdöi emlék                                | Um Estranho Papel                                      | Pál Sándor                    | Não indicado |
| 1978 (51ª)      | Magyarok                                            |                                                        | Zoltán Fábri                  | Indicado     |
| 1979 (52ª)      | Angi Vera                                           |                                                        | Pál Gábor                     | Não indicado |
| 1980 (53ª)      | Bizalom                                             | Confiança                                              | István Szabó                  | Indicado     |
| 1981 (54ª)      | Mephisto                                            | Mephisto                                               | István Szabó                  | Oscar        |
| 1982 (55ª)      | Megáll az idő                                       | O Tempo Para                                           | Péter Gothár                  | Não indicado |
| 1983 (56ª)      | Jób lázadása                                        | A Revolta de Jó                                        | Imre Gyöngyössy e Barna Kabay | Indicado     |
| 1984 (57ª)      | Yerma                                               |                                                        | Imre Gyöngyössy e Barna Kabay | Não indicado |
| 1985 (58ª)      | Oberst Redl                                         | Coronel Redl                                           | István Szabó                  | Indicado     |
| 1986 (59ª)      | Macskafogó                                          | Cidade dos Gatos                                       | Béla Ternovszky               | Não indicado |
| 1987 (60ª)      | Napló szerelmeimnek                                 | Diário Para Meus Amantes                               | Márta Mészáros                | Não indicado |
| 1988 (61ª)      | Hanussen                                            |                                                        | István Szabó                  | Indicado     |
| 1989 (62ª)      | Az én XX. századom                                  | O Meu Século XX                                        | Ildikó Enyedi                 | Não indicado |
| 1990 (63ª)      | Kicsi, de nagyon erös                               |                                                        | Ferenc Grünwalsky             | Não indicado |
| 1991 (64ª)      | Félálom                                             |                                                        | János Rózsa                   | Não indicado |
| 1992 (65ª)      | Édes Emma, drága Böbe                               | Queridas Amigas                                        | István Szabó                  | Não indicado |
| 1993 (66ª)      | Sose halunk meg                                     |                                                        | Róbert Koltai                 | Não indicado |
| 1994 (67ª)      | Woyzeck                                             |                                                        | János Szász                   | Não indicado |
| 1995 (68ª)      | A részleg                                           |                                                        | Péter Gothár                  | Não indicado |
| 1996 (69ª)      | Haggyállógva, Vászka                                |                                                        | Péter Gothár                  | Não indicado |
| 1997 (70ª)      | Witman fiúk                                         |                                                        | János Szász                   | Não indicado |
| 1998 (71ª)      | Romani kris - Cigánytörvény                         |                                                        | Bence Gyöngyössy              | Não indicado |
| 1999 (72ª)      | Nekem lámpást adott kezembe az Úr Pesten            |                                                        | Miklós Jancsó                 | Não indicado |
| 2000 (73ª)      | Glamour                                             |                                                        | Frigyes Gödrös                | Não indicado |
| 2001 (74ª)      | Torzók                                              |                                                        | Árpád Sopsits                 | Não indicado |
| 2002 (75ª)      | Hukkle                                              |                                                        | György Pálfi                  | Não indicado |
| 2003 (76ª)      | Rengeteg                                            |                                                        | Benedek Fliegauf              | Não indicado |
| 2004 (77ª)      | Kontroll                                            | Controle                                               | Nimród Antal                  | Não indicado |
| 2005: (78ª)     | Sorstalanság                                        | Marcas da Guerra                                       | Lajos Koltai                  | Não indicado |
| 2006 (79ª)      | Fehér tenyér                                        | Palmas Brancas                                         | Szabolcs Hajdu                | Não indicado |
| 2007 (80ª)      | Taxidermia                                          | Taxidermia: Histórias Grotescas                        | György Pálfi                  | Não indicado |
| 2008 (81ª)      | Iszka utazása                                       |                                                        | Csaba Bollók                  | Não indicado |
| 2009 (82ª)      | Kaméleon                                            |                                                        | Krisztina Goda                | Não indicado |
| 2010 (83ª)      | Bibliothèque Pascal                                 | Cabaré Bibliothèque Pascal                             | Szabolcs Hajdu                | Pré-lista    |
| 2011 (84ª)      | A torinói ló                                        | O Cavalo de Turim                                      | Béla Tarr                     | Não indicado |
| 2012 (85ª)      | Csak a szél                                         | Apenas o Vento                                         | Benedek Fliegauf              | Não indicado |
| 2013 (86ª)      | A nagy füzet                                        | O Diário da Esperança                                  | János Szász                   | Pré-lista    |
| 2014 (87ª)      | Fehér isten                                         | Deus Branco                                            | Kornél Mundruczó              | Não indicado |
| 2015 (88ª)      | Saul fia                                            | O Filho de Saul                                        | László Nemes                  | Oscar        |
| 2016 (89ª)      | Tiszta szívvel                                      | Morte Sobre Rodas                                      | Attila Till                   | Não indicado |
| 2017 (90ª)      | Testről és lélekről                                 | Corpo e Alma                                           | Ildikó Enyedi                 | Indicado     |
| 2018 (91ª)      | Napszállta                                          | Entardecer                                             | László Nemes                  | Não indicado |
| 2019 (92ª)      | Akik maradtak                                       | Aqueles Que Ficaram                                    | Barnabás Tóth                 | Pré-lista    |
| 2020 (93ª)      | Felkészülés meghatározatlan ideig tartó együttlétre | Preparativos para Ficarmos Juntos por Tempo Indefinido | Lili Horvát                   | Não indicado |
| 2021 (94ª)      | Post Mortem                                         | Post Mortem - Fotos do Além                            | Péter Bergendy                | Não indicado |
| 2022 (95ª)      | Blokád                                              |                                                        | Ádám Tõsér                    | Não indicado |
| 2023 (96ª)      | Kojot négy lelke                                    |                                                        | Áron Gauder                   | Não indicado |